# Ваља Појениј (Хунедоара)
Ваља Појениј (рум. Valea Poienii) насеље је у Румунији у округу Хунедоара у општини Ворца. Oпштина се налази на надморској висини од 310 m.

## Становништво
Према подацима из 2002. године у насељу је живело 211 становника, од којих су сви румунске националности.